# TMEPAI
TMEPAI‏ (Prostate transmembrane protein, androgen induced 1) هوَ بروتين يُشَفر بواسطة جين TMEPAI في الإنسان.